# Atlantropa

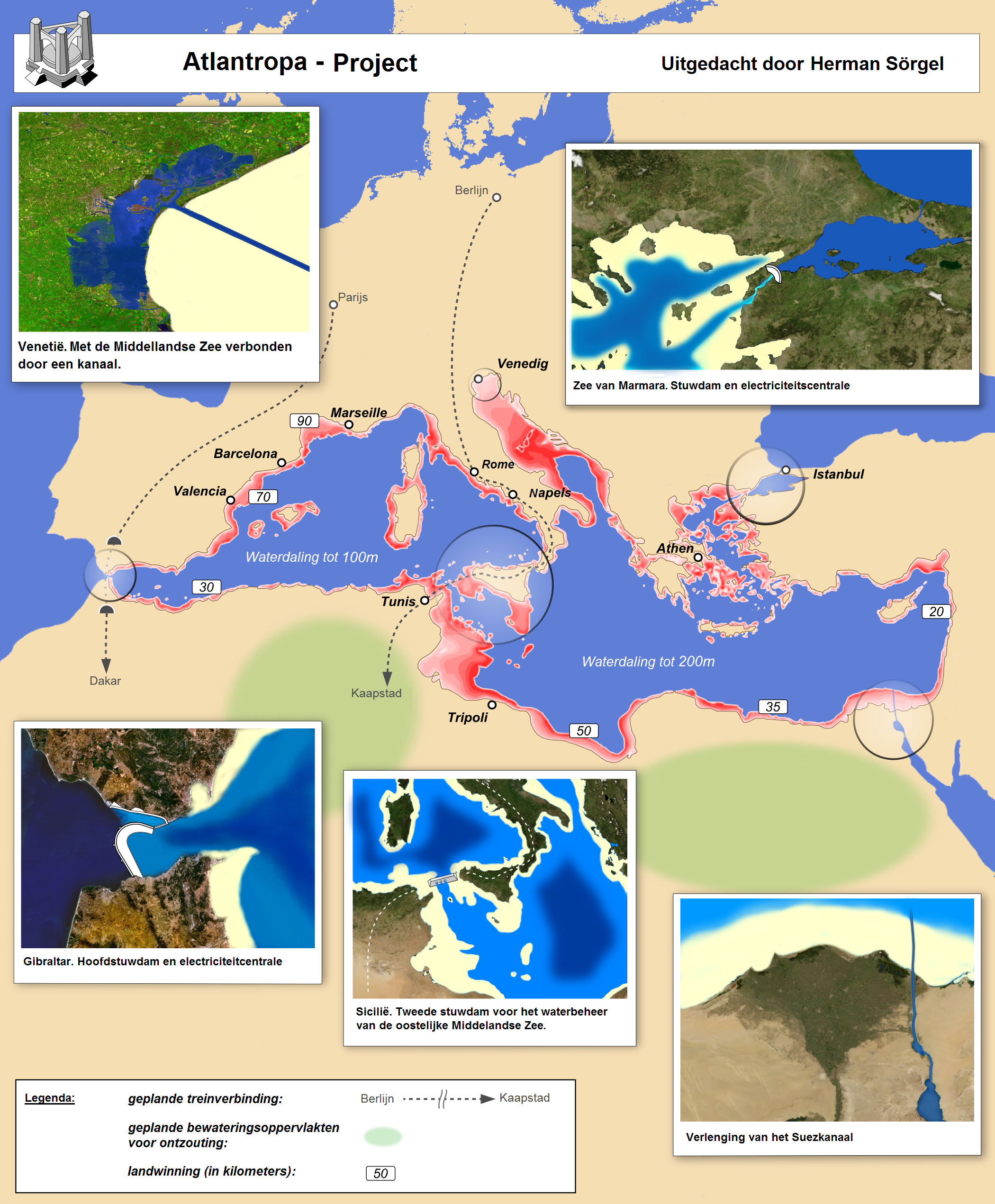
Kaart van het project

Atlantropa is het plan een monumentaal stuwdam-project te bouwen in de Straat van Gibraltar, waaraan de Duitse architect Herman Sörgel vanaf 1928 tot aan zijn dood in 1952 gewerkt heeft.
De naam van het project staat ook voor het utopische doel van het project: een doorgaand continent, bestaand uit het huidige Europa en Afrika, verbonden door een vergaand drooggelegde Middellandse Zee. Hierbij zouden de twee continenten één groot continent vormen dat noch voor Amerika, noch voor Azië moest onderdoen.
Zo zou een landengte Sicilië, het tegenwoordige Italië en Tunesië (Noord-Afrika), met elkaar verbinden. Daarmee zou bijvoorbeeld een spoorverbinding tussen Berlijn, Rome en Kaapstad mogelijk worden.

## Motief
Het project moest een oplossing zijn voor de overbevolking en de slechte economie van West-Europa, en had meerdere doelen:
- Landaanwinning voor landbouw en daarmee ontlasting van overbevolkte gebieden.
- Arbeidsplaatsen.
- Het zou een klimaatverandering teweegbrengen.
- Elektriciteit voor heel Europa.

Atlantropa had natuurlijk een uitgesproken kolonialistisch karakter: het hoofddoel was het benutten van de Afrikaanse grondstoffen ten voordele van een toenmalig economisch wankelend Europa.

## Plan
Door stuwdammen te bouwen in de Straat van Gibraltar en het Hellespont, zou het zeeniveau 100 meter dalen in de Middellandse Zee, en 200 meter in de Zwarte Zee. De dammen zouden elektriciteit opwekken voor een groot deel van het oude Europa. Het land dat vrij zou komen, kon gebruikt worden door pioniers als akkerland. Een groot deel van de Adriatische Zee zou verdwijnen, en het vrijgekomen land noemde hij Neuland. Verschillende (spoor)wegen zouden aangelegd worden om bijvoorbeeld Berlijn met Kaapstad te verbinden. Een brug zou de zee tussen Sicilië en het Afrikaanse vasteland overbruggen. Om drooglegging van de bestaande havens te verhinderen, stelde hij voor dammen te bouwen. Een probleem was de verlenging van het Suezkanaal.

Het wateroppervlak van de Middellandse zee zou met 20 procent gekrompen zijn. Een oppervlakte van 600.000 km² land zou gewonnen worden, de grootte van Frankrijk en België samen.
Om de toeristische attractie Venetië niet droog te leggen zou de complete Venetiaanse Lagune door een stuwdam beschermd worden tegen het zakken van het waterpeil.

## Vereniging
In 1940 werd na lang overleg de Vereniging „Atlantropa-Institut“ opgericht, die ook na de dood van Sörgel nog tot 1960 actief was. Tot die tijd probeerde ze nog steeds fondsen voor de realisering van het project te werven.
Over het project zijn veel boeken geschreven, en de eerste tentoonstelling die over het project gehouden werd sloeg duizenden mensen met verbijstering.

## Waarom het uiteindelijk nooit is uitgevoerd
Het plan is technisch haalbaar, maar niet zonder steun van de overheid. Toen de plannen voor Atlantropa klaar waren, was het naziregime aan de macht in Duitsland. Er werd geen aandacht geschonken aan Sörgel omdat Duitsland meer interesse had in een Oostwaartse expansie. Mussolini vond zo'n project ondenkbaar omdat het merendeel van de Italiaanse havens droog zouden komen te liggen.
De ontwikkelingen op het gebied van atoomenergie luidden het definitieve einde van de plannen in. Aanvankelijk leken de voordelen van atoomenergie veel groter dan de nadelen ervan. Door goede vooruitzichten met betrekking tot atoomenergie, en de voordelen van decentrale energiewinning (elk land zijn eigen centrales) tegenover de centrale Europese energievoorziening van Atlantropa, was er steeds minder belangstelling voor het plan.

## Atlantropa in de discussie
Het project werd heel serieus genomen door verschillende andere architecten. Enkele zionisten zagen in Atlantropa een thuisland voor de joden: het vrijgekomen land voor Palestina (in die tijd nog een Brits mandaatgebied) zou bewoond kunnen worden door de diaspora-joden.
Tegenwoordig ziet men steeds meer nadelen tegenover de voordelen die men destijds zag:

### Voordelen
De voordelen van Atlantropa waren hoofdzakelijk geopolitiek van aard: de belangrijkste was de onafhankelijkheid van Europa betreffende de energievoorziening van Anglo-Amerikaanse olieconcerns. Daarnaast was de economische integratie en de industriële opbouw van Noord-Afrika van belang.

### Nadelen
Geologisch gezien is de locatie van de dam gevoelig voor aardbevingen en tsunami's. Door het droogleggen van de randen van de Middellandse zee zou er minder neerslag in Noord-Afrika vallen, en daarmee zou er minder voedsel verbouwd en geoogst worden. 
Met betrekking tot de veiligheid is het stuwdamsysteem zeer kwetsbaar voor terreuraanslagen of ongevallen en is het bovendien afhankelijk van continu onderhoud en monitoring.